# Newton (Alabama)
 Newton, Alabama és una població dels Estats Units a l'estat d'Alabama. Segons el cens del 2000 tenia 1.708 habitants.

## Demografia
Segons el cens del 2000, Newton tenia 1.708 habitants, 693 habitatges, i 510 famílies. La densitat de població era de 46,1 habitants/km².
Dels 693 habitatges en un 31,7% hi vivien nens de menys de 18 anys, en un 56,6% hi vivien parelles casades, en un 13,3% dones solteres, i en un 26,4% no eren unitats familiars. En el 24,1% dels habitatges hi vivien persones soles el 9,4% de les quals corresponia a persones de 65 anys o més que vivien soles. El nombre mitjà de persones vivint en cada habitatge era de 2,46 i el nombre mitjà de persones que vivien en cada família era de 2,93.
Per edats la població es repartia de la següent manera: un 24% tenia menys de 18 anys, un 8,9% entre 18 i 24, un 27,2% entre 25 i 44, un 25,8% de 45 a 60 i un 14,1% 65 anys o més.
L'edat mediana era de 39 anys. Per cada 100 dones hi havia 93,9 homes. Per cada 100 dones de 18 o més anys hi havia 89,8 homes.
La renda mediana per habitatge era de 33.021 $ i la renda mediana per família de 35.795 $. Els homes tenien una renda mediana de 28.924 $ mentre que les dones 19.559 $. La renda per capita de la població era de 15.263 $. Aproximadament el 13,3% de les famílies i el 13,1% de la població estaven per davall del llindar de pobresa.

## Poblacions més properes
El següent diagrama mostra les poblacions més properes.